# Dante Anconetani
Dante Anconetani (Chieti, 19 febbraio 1955) è un ex cestista e dirigente sportivo italiano.

## Carriera
Inizia a giocare a basket nel 1968 formando la squadra giovanile ragazzi della allora Moretti Chieti. Lo stesso anno la squadra vince il Campionato nazionale ragazzi, battendo la Pallacanestro Brindisi.
È convocato all'età di 16 anni nella Nazionale cadetti italiana, gioca il suo primo campionato europeo classificandosi con la squadra (tra gli altri Maurizio Benatti, Renato Villalta, Renzo Vecchiato, Geremia Giroldi, Maurizio Solfrizzi) al secondo posto, sconfitti nella finale dalla Jugoslavia di Dragan Kićanović.
Finisce le giovanili disputando un altro campionato europeo junior (secondo posto) e finendo la sua carriera giovanile alle finali nazionali juniores dove è premiato come miglior giocatore d'Italia con una media partita di 32 punti.
All'età di 18 anni arriva alla serie A di pallacanestro come convocato dalla Saclà Asti. In 13 anni disputa 12 campionati di serie A con squadre quali: Saclà Torino, Fernet Tonic Bologna, Fortitudo Bologna, Vicenzi Verona, per finire la carriera all'Annabella Pavia.
Dal 1992 al 2012 ha lavorato come editore di un periodico. Dal 2012 al 2013 ha gestito un bistrò a Pavia.
Dal 2013 ha ricoperto per due anni il ruolo di presidente della Fortitudo Bologna.